# Bière Darbyste
Bière Darbyste is een Belgisch bier van hoge gisting.
Het bier wordt sinds 1990 gebrouwen in Brasserie de Blaugies te Blaugies. Het is een goudblond bier met een alcoholpercentage van 5,8%, gebrouwen met tarwe, gerstemout en vijgensap. Het bier is geïnspireerd op zogenaamd "vijgenbier", een van meerdere soorten laag-alcoholische brouwsels, die onder invloed van de graantekorten in de Eerste Wereldoorlog werden gebrouwen in de Borinage. De Franstalige naam van het vijgenbier - bière darbyste - verwijst naar 'Darbyst', een aanduiding van leden van de Vergadering van Gelovigen (gesticht door John Nelson Darby), een van oorsprong Engelse protestantse gemeenschap die ook in de Borinage aanhang kreeg.
Gezien de brouwwijze van het oude vijgenbier moet het worden beschouwd als surrogaatbier, waar Bière Darbyste van Brasserie de Blaugies wel "echt" bier is.